# Copa do Mundo FIFA de 1930
Copa do Mundo FIFA de 1930 (Campeonato Mundial de Futebol de 1930, em português europeu) foi a primeira edição deste evento esportivo, que passou a ser organizado quadrienalmente pela Federação Internacional de Futebol (FIFA). A competição foi disputada no Uruguai, entre 13 a 30 de julho. A FIFA selecionou o Uruguai como país sede, já que o mesmo estava comemorando o centenário de sua primeira constituição, além da conquista da medalha de ouro pela Seleção Uruguaia de Futebol nos Jogos Olímpicos de Verão de 1924 e 1928. Todas as partidas foram disputadas na capital uruguaia Montevidéu, nos estádios Centenário, Gran Parque Central e Pocitos.
Treze equipes, sendo sete da América do Sul, quatro da Europa e duas da América do Norte, participaram do torneio. Poucas equipes europeias participaram devido à dificuldade de viajar para a América do Sul. A Copa de 1930 foi a única em que os times foram convidados. A partir da Copa de 1934, realizada na Itália, as seleções classificam-se por meio das eliminatórias. Os times foram divididos em quatro grupos, onde o primeiro colocado de cada grupo classificou-se diretamente para as semifinais. As duas primeiras partidas ocorreram simultaneamente, terminando com a vitória da França, que derrotou o México por 4–1, e dos Estados Unidos, que derrotou a Bélgica por 3–0. Lucien Laurent da França marcou o primeiro gol na história da competição.
Argentina, Estados Unidos, Iugoslávia e Uruguai classificaram-se para as semifinais. Na final, o Uruguai derrotou a Argentina pelo placar de 4–2 e se tornou a primeira equipe a vencer a Copa do Mundo FIFA.

## Antecedentes e escolha da sede
Em 1914, a Federação Internacional de Futebol (FIFA) concordou em reconhecer o torneio olímpico de futebol como sendo o campeonato mundial de futebol para amadores, e responsabilizou-se em gerenciar o evento nas próximas três edições dos Jogos, em 1920, 1924 e 1928. Nos Jogos Olímpicos de Verão de 1908 e 1912, a competição de futebol foi organizada pela The Football Association e pela Svenska Fotbollförbundet, respectivamente.
Nos Jogos Olímpicos de Verão de 1932, realizados em Los Angeles, não havia o futebol no programa de competições por causa da baixa popularidade do esporte nos Estados Unidos, uma vez que o futebol americano crescia em popularidade. A FIFA e o Comitê Olímpico Internacional (COI) também divergiram na questão dos jogadores amadores e assim o futebol foi excluído dos jogos. Em 26 de maio de 1928, na 26ª Sessão do COI, realizada em Amsterdã, o presidente da FIFA Jules Rimet anunciou planos de criar um torneio distinto dos Jogos Olímpicos, aberto a todos os países membros da federação. Itália, Suécia, Países Baixos, Espanha e Uruguai se candidataram para sediar o evento. Até a data da votação, todos os países europeus desistiram, restando apenas o Uruguai. Logo após, a FIFA definiu oficialmente o Uruguai como sede para homenageá-lo pelo centenário de sua independência e pelo fato de ser o atual campeão olímpico, que era considerado o torneio mundial entre seleções mais importante da época. A decisão final foi anunciada no dia 18 de maio de 1929 em Barcelona, Espanha.

## Participantes

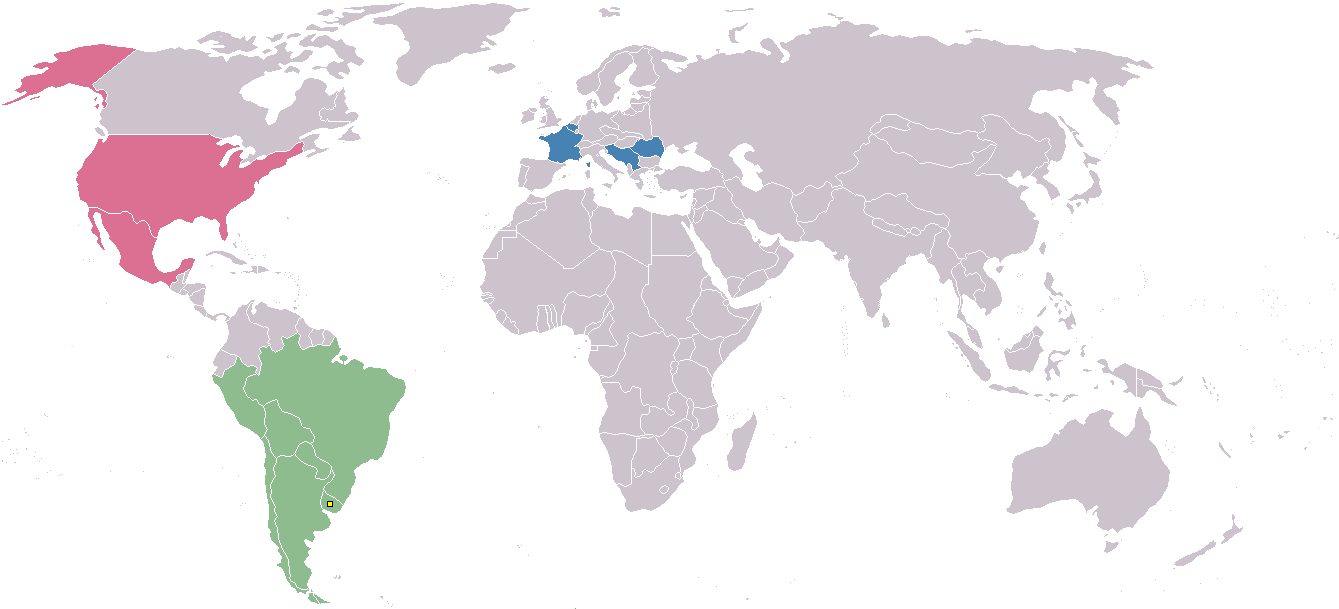
Países participantes da competição, separados por confederação.
CONMEBOL
CONCACAF
UEFA

A primeira edição da Copa do Mundo foi a única sem o processo de qualificação. Todos os países afiliados à Federação Internacional de Futebol (FIFA) na época foram convidados a participar e deveriam dar uma resposta até o dia 28 de fevereiro de 1930. Muito interesse foi demonstrado pelas nações das Américas, já que Argentina, Brasil, Bolívia, Chile, Estados Unidos, México, Paraguai e Peru participaram. Um total de sete equipes sul-americanas, todas as que eram afiliadas à FIFA na época, disputaram a competição (a federação do Equador também era filiada à FIFA, mas o país ainda não tinha uma seleção nacional), mais do que em qualquer outra edição. No entanto, devido à longa e dispendiosa viagem por navio através do Oceano Atlântico, e a ausência necessária para os jogadores em seus clubes originais, além de seus empregos em vários casos (em muitos países, o futebol ainda não era uma atividade profissional remunerada), poucas equipes europeias estavam dispostas a participar. Alguns se recusaram a viajar para a América do Sul em qualquer circunstância, e nenhuma equipe europeia se interessou em participar antes do prazo de fevereiro.
Na tentativa de receber alguma participação europeia, a Associação Uruguaia de Futebol enviou uma carta de convite à The Football Association (Reino Unido), apesar de as nações britânicas (Inglaterra, Irlanda do Norte, Escócia e País de Gales) terem se retirado da FIFA na época. A proposta foi rejeitada pelo comitê da federação britânica em 18 de novembro de 1929. Dois meses antes do início do torneio, ainda nenhuma equipe da Europa havia demonstrado interesse. O Presidente da FIFA Jules Rimet interveio e fez com que quatro equipes da Europa (de um total de 25 então filiadas à FIFA) participassem, sendo a Bélgica, França, Romênia e Iugoslávia.
Os romenos, treinados por Constantin Rădulescu e liderados por Rudolf Wetzer e Octav Luchide, participaram da competição após a intervenção do recém-coroado rei Carlos II. Ele selecionou a equipe pessoalmente e negociou com seus empregadores para assegurar que os jogadores ainda garantissem seus empregos ao retornar. Os franceses entraram na competição após intervenção pessoal de Jules Rimet, mas o goleiro Manuel Anatol e o treinador da equipe Gaston Barreau decidiram não realizar a viagem. Os belgas participaram após o vice-presidente da FIFA Rodolphe Seeldrayers convence-los a participar.

"Estávamos a quinze dias a bordo do navio Conte Verde. Embarcamos em Villefranche-sur-Mer, juntamente com os belgas e romenos. Nós fizemos exercícios básicos de alongamento e treinamento no convés. O técnico nunca falou sobre táticas."

Lucien Laurent
Os romenos embarcaram no navio SS Conte Verde em Gênova, enquanto os franceses embarcaram em Villefranche-sur-Mer em 21 de junho de 1930, e os belgas embarcaram em Barcelona. O navio também levou o presidente da FIFA Jules Rimet, o troféu da competição e os três árbitros europeus designados, os belgas Jean Langenus e Henri Christophe, juntamente com Thomas Balway. A equipe brasileira embarcou quando o navio atracou no Rio de Janeiro em 29 de junho, antes de chegar ao Uruguai no dia 4 de julho. A Iugoslávia viajou através do navio a vapor Florida de Marselha.
Na Iugoslávia, havia dúvidas sobre a participação do país no início. Uma vez que os croatas decidiram boicotar a seleção nacional, o rei Alexandre I evitou que fosse feito o mesmo. Os funcionários da associação de futebol em Belgrado decidiram reunir apenas jogadores que atuassem no país, principalmente de dois clubes rivais, o BSK e SK Jugoslavija. Os iugoslavos foram o time mais jovem da Copa do Mundo, com uma idade média de 21 anos e 258 dias. Após a sua primeira partida, contra o Brasil, eles receberam um novo apelido "The Ich-es" ou "Ichachos" pela imprensa uruguaia, referindo-se à maioria dos sobrenomes dos jogadores que acabavam com o sufixo "-ić" ou "-vić", o que é bastante comum para os sobrenomes do país.
Fora dos continentes europeu e americano, havia somente três países afiliados à FIFA naquele tempo: Japão e Sião (atual Tailândia), na Ásia, que também optaram por não fazer a viagem; e o Egito, na África, que a princípio participaria, mas uma tempestade no Mar Mediterrâneo atrasou a partida do seu navio e o time não pôde viajar.
- Argentina
- Bélgica
- Bolívia
- Brasil
- Chile
- Estados Unidos
- França
- Iugoslávia
- México
- Paraguai
- Peru
- Romênia
- Uruguai

## Estádios
Todas as partidas foram disputadas na capital Montevidéu. Três estádios foram utilizados, o Estádio Centenário, o Estádio Pocitos e o Estádio Parque Central. O Estádio Centenário, com capacidade para noventa mil pessoas, foi construído especialmente para a competição e seu nome vem da celebração do centenário da independência uruguaia. Foi o principal estádio da competição, sendo apelidado por Jules Rimet de "O Templo do Futebol". O estádio abrigou dez das dezoito partidas da competição, incluindo as semifinais e a final. O restante das partidas foi disputado nos estádios Parque Central e Pocitos, com capacidade máxima de vinte mil e mil pessoas, respectivamente.
| MontevidéuCopa do Mundo FIFA de 1930 (Uruguai) | Montevidéu                         | Montevidéu                   | Montevidéu                          |
| MontevidéuCopa do Mundo FIFA de 1930 (Uruguai) | Estádio Centenário                 | Estádio Gran Parque Central  | Estádio Pocitos                     |
| MontevidéuCopa do Mundo FIFA de 1930 (Uruguai) | 34° 53′ 40,38″ S, 56° 09′ 10,08″ O | 34° 53′ 04″ S, 56° 09′ 32″ O | 34° 54′ 18,378″ S, 56° 09′ 22,42″ O |
| MontevidéuCopa do Mundo FIFA de 1930 (Uruguai) | Capacidade: 90 mil                 | Capacidade: 20 mil           | Capacidade: 1 mil                   |
| MontevidéuCopa do Mundo FIFA de 1930 (Uruguai) |                                    |                              |                                     |

## Convocações
A grande maioria dos jogadores convocados atuavam em equipes nacionais, principalmente devido à facilidade no translado e negociação com os respectivos clubes.

## Árbitros
Quinze árbitros participaram do torneio, sendo quatro europeus e onze americanos. Entre estes, estavam dois belgas, um francês, um romeno, seis uruguaios, um mexicano, um argentino, um brasileiro, um boliviano e um chileno. Para eliminar as diferenças na aplicação das regras do jogo, os árbitros passaram por um breve treinamento para resolver os problemas mais conflitantes no decorrer do jogo.
Durante a competição, alguns fatos foram marcados, como quando o árbitro brasileiro Gilberto de Almeida Rego encerrou a partida entre Argentina e França cerca de seis minutos mais cedo, e do boliviano Ulises Saucedo que era, além de árbitro, treinador da seleção boliviana, apitando a partida entre Argentina e México.
Europa
- FRA Thomas Balvay
- BEL Henri Christophe
- BEL John Langenus
- ROM Constantin Rădulescu

América do Norte
- MEX Gaspar Vallejo

América do Sul
- URU Gualberto Alonso
- URU Martin Aphesteguy
- URU Domingo Lombardi
- ARG José Macías
- URU Francisco Mateucci
- BRA Gilberto de Almeida Rego
- BOL Ulises Saucedo
- URU Anibal Tejada
- URU Ricardo Vallarino
- CHI Alberto Warnken

## Formato de disputa
As treze equipes participantes foram sorteadas e divididas em quatro grupos, onde o grupo um conteve quatro equipes, e os outros apenas três. Na fase de grupos, foram disputadas partidas todos contra todos em turno único, onde dois pontos foram conquistados por cada vitória e um ponto por empate. Caso houvesse empate na pontuação de um grupo ao final de todas as partidas, uma partida extra teria sido realizada para definir o vencedor. As equipes melhores colocadas em cada grupo foram classificadas para as semifinais. Caso as duas equipes empatassem durante as semifinais, jogo do terceiro lugar ou final, haveria um tempo de prorrogação disponível. Os vencedores das semifinais foram classificados para a final, enquanto os perdedores disputaram o jogo para o terceiro lugar.

## Primeira fase
Todos os horários estão no UTC-3:30, fuso horário utilizado no Uruguai em 1930.

### Grupo 1
"Estávamos jogando contra o México e estava nevando, já que era inverno no hemisfério sul. Um dos meus companheiros de equipe recebeu a bola e eu segui seu caminho com cuidado, finalizando com meu pé direito. Todos ficaram satisfeitos, mas não houve uma grande comemoração - ninguém percebeu que estavam fazendo história. Um aperto de mão rápido e nós voltamos ao jogo. E nenhum bônus também, todos nós éramos amadores naquela época, até o fim."

Lucien Laurent
O grupo um foi o único a conter quatro equipes, sendo elas Argentina, Chile, França e México. Dois dias após a vitória da França sobre o México, a seleção francesa enfrentou a Argentina. Algumas lesões prejudicaram a equipe, o goleiro Alex Thépot teve que deixar o campo aos vinte minutos, e Laurent, depois de um confronto com Luis Monti, passou a maior parte do jogo sentindo dores. No entanto, eles aguentaram a maior parte da partida, levando apenas um gol aos 81 minutos, marcado de pênalti por Monti. O jogo apresentou uma controvérsia quando o árbitro Gilberto de Almeida Rego encerrou o jogo seis minutos antes do previsto. O jogo foi retomado apenas após protestos dos jogadores franceses. Embora a França tenha jogado duas vezes em 48 horas, o Chile ainda não havia disputado a primeira partida, quando enfrentaram o México no dia seguinte, ganhando pelo placar de 3–0.

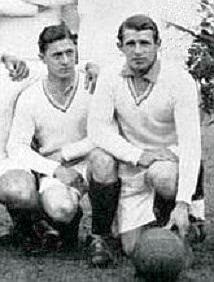
Lucien Laurent, jogador que marcou o primeiro gol na história da competição, juntamente com o atacante francês Marcel Langiller.

A partida entre França e Chile teve o primeiro pênalti marcado na história do torneio. O mesmo foi defendido pelo goleiro francês Alex Thépot da França, em 19 de julho, após cobrança do chileno Carlos Vidal aos trinta minutos da partida. Na segunda partida da Argentina contra o México, três penalidades foram marcadas e convertidas. Durante o mesmo jogo, o goleiro mexicano Óscar Bonfiglio salvou outra penalidade aos 23 minutos do jogo, após cobrança do argentino Fernando Paternoster. Guillermo Stábile marcou o primeiro hat-trick da competição, durante a vitória da Argentina sobre o México pelo placar de 6-3. A classificação foi decidida na última partida do grupo, onde Argentina e Chile venceram França e México, respectivamente. O jogo entre Argentina e Chile foi marcado por uma confusão entre os jogadores, após uma falta de Luis Monti no jogador Arturo Torres. A Argentina venceu a partida pelo placar de 3–1 e avançou para as semifinais.
| Pos. | Seleção   | Pts | J | V | E | D | GP | GC | SG |
| ---- | --------- | --- | - | - | - | - | -- | -- | -- |
| 1    | Argentina | 6   | 3 | 3 | 0 | 0 | 10 | 4  | +6 |
| 2    | Chile     | 4   | 3 | 2 | 0 | 1 | 5  | 3  | +2 |
| 3    | França    | 2   | 3 | 1 | 0 | 2 | 4  | 3  | +1 |
| 4    | México    | 0   | 3 | 0 | 0 | 3 | 4  | 13 | –9 |

| 13 de julho |       |        |                |
| França      | 4 – 1 | México | Pocitos        |
| 15 de julho |       |        |                |
| Argentina   | 1 – 0 | França | Parque Central |
| 16 de julho |       |        |                |
| Chile       | 3 – 0 | México | Parque Central |
| 19 de julho |       |        |                |
| Chile       | 1 – 0 | França | Centenário     |
| Argentina   | 6 – 3 | México | Centenário     |
| 22 de julho |       |        |                |
| Argentina   | 3 – 1 | Chile  | Centenário     |

### Grupo 2

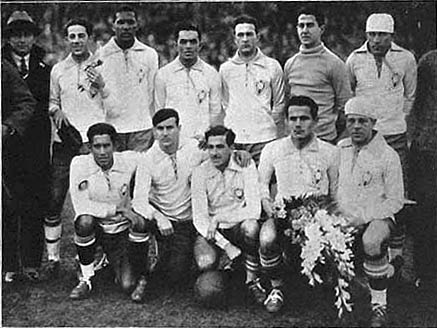
Equipe do Brasil pouco antes da partida contra a Iugoslávia.

O grupo dois era composto pelo Brasil, Bolívia e a Iugoslávia. O Brasil, cabeça de chave, perdeu a primeira partida para a Iugoslávia pelo placar de 2-1. A Bolívia jogaria sua primeira partida internacional dentro do torneio. Ambos os jogos da Bolívia seguiram um padrão de apoio da torcida, mas que terminava com uma derrota. Contra a Iugoslávia, o primeiro tempo terminou empatado sem gols, mas no final do jogo o placar foi fechado em 4–0 para a seleção europeia.  Diversos gols bolivianos foram anulados. Contra o Brasil, quando as duas equipes jogavam apenas para cumprir tabela, o placar foi de 1–0 para a seleção brasileira no final do primeiro tempo. No segundo tempo, o Brasil fechou o placar em 4–0. A Iugoslávia classificou-se para as semifinais.
| Pos. | Seleção    | Pts | J | V | E | D | GP | GC | SG |
| ---- | ---------- | --- | - | - | - | - | -- | -- | -- |
| 1    | Iugoslávia | 4   | 2 | 2 | 0 | 0 | 6  | 1  | +5 |
| 2    | Brasil     | 2   | 2 | 1 | 0 | 1 | 5  | 2  | +3 |
| 3    | Bolívia    | 0   | 2 | 0 | 0 | 2 | 0  | 8  | –8 |

| 14 de julho |       |         |                |
| Iugoslávia  | 2 – 1 | Brasil  | Parque Central |
| 17 de julho |       |         |                |
| Iugoslávia  | 4 – 0 | Bolívia | Parque Central |
| 20 de julho |       |         |                |
| Brasil      | 4 – 0 | Bolívia | Centenário     |

### Grupo 3

Partida entre Romênia e Peru no Estádio Pocitos.

O grupo três era composto por Uruguai (país-sede), Peru e Romênia. Na primeira partida do grupo, ocorreu a primeira expulsão da competição, quando Plácido Galindo do Peru recebeu um cartão vermelho na partida contra a Romênia. A vitória romena por 3–1 também teve dois gols impedidos. Esta partida também marcou o menor público na história da Copa do Mundo FIFA, onde oficialmente apenas 2 459 pessoas assistiram o jogo, mas o número de pagantes gira em torno de trezentas pessoas.
Por causa dos atrasos na construção no Estadio Centenário, o primeiro jogo do Uruguai foi disputado cinco dias depois do início do torneio. A partida, disputada contra o Peru, foi precedida por uma cerimônia em homenagem às celebrações do centenário uruguaio. A equipe uruguaia passou as quatro semanas que precederam a partida em um campo de treino, no qual foram aplicados treinamentos rigorosos. Cem anos após o dia da criação da primeira constituição do Uruguai, a equipe venceu a partida contra o Peru pelo placar de 1-0. Os espectadores elogiaram a defesa peruana, e este foi o único jogo do torneio que o Uruguai marcou apenas um gol. O resultado foi visto como uma má performance da equipe pela imprensa uruguaia, mas foi elogiado pela imprensa peruana. O Uruguai, posteriormente, derrotou a Romênia com facilidade, marcando quatro gols ainda no primeiro tempo e encerrando a partida pelo placar de 4–0.
| Pos. | Seleção | Pts | J | V | E | D | GP | GC | SG |
| ---- | ------- | --- | - | - | - | - | -- | -- | -- |
| 1    | Uruguai | 4   | 2 | 2 | 0 | 0 | 5  | 0  | +5 |
| 2    | Romênia | 2   | 2 | 1 | 0 | 1 | 3  | 5  | –2 |
| 3    | Peru    | 0   | 2 | 0 | 0 | 2 | 1  | 4  | –3 |

| 14 de julho |       |         |            |
| Romênia     | 3 – 1 | Peru    | Pocitos    |
| 17 de julho |       |         |            |
| Uruguai     | 1 – 0 | Peru    | Centenário |
| 20 de julho |       |         |            |
| Uruguai     | 4 – 0 | Romênia | Centenário |

### Grupo 4

Partida entre Estados Unidos e Bélgica no Estádio Parque Central.

O grupo quatro era composto por Bélgica, Estados Unidos e Paraguai. A equipe estadunidense, que era composta por jogadores de baixa idade, foi apelidada como "atiradores" pela imprensa francesa. A seleção venceu seu primeiro adversário, a Bélgica, pelo placar de 3-0. A facilidade da vitória foi inesperada, já que o jornal uruguaio "Imparcial" escreveu que "a vitória estadunidense pela alta diferença de gols surpreendeu os especialistas". A imprensa belga lamentou o estado do campo e as decisões de arbitragem, alegando que o segundo gol foi irregular. Na segunda partida do grupo, disputada em condições de bastante vento, ocorreu o primeiro hat-trick da competição, marcado por Bert Patenaude dos Estados Unidos contra o Paraguai. Até 10 de novembro de 2006, o primeiro hat-trick que a Federação Internacional de Futebol (FIFA) havia reconhecido foi marcado por Guillermo Stábile da Argentina, dois dias depois de Patenaude. No entanto, em 2006, a FIFA anunciou que reconheceu o hat-trick de Patenaude como sendo o primeiro da competição. Como os Estados Unidos já haviam se classificado, a partida final do grupo foi apenas para cumprir tabela, onde o Paraguai venceu a Bélgica pelo placar de 1–0.
| Pos. | Seleção        | Pts | J | V | E | D | GP | GC | SG |
| ---- | -------------- | --- | - | - | - | - | -- | -- | -- |
| 1    | Estados Unidos | 4   | 2 | 2 | 0 | 0 | 6  | 0  | +6 |
| 2    | Paraguai       | 2   | 2 | 1 | 0 | 1 | 1  | 3  | –2 |
| 3    | Bélgica        | 0   | 2 | 0 | 0 | 2 | 0  | 4  | –4 |

| 13 de julho    |       |          |                |
| Estados Unidos | 3 – 0 | Bélgica  | Parque Central |
| 17 de julho    |       |          |                |
| Estados Unidos | 3 – 0 | Paraguai | Parque Central |
| 20 de julho    |       |          |                |
| Paraguai       | 1 – 0 | Bélgica  | Centenário     |

## Fase final
|  | Semifinal                | Semifinal |   |  | Final                    | Final |  |
|  |                          |           |   |  |                          |       |  |
|  | 27 de julho – Centenário |           |   |  |                          |       |  |
|  | Uruguai                  | 6         |   |  |                          |       |  |
|  | Iugoslávia               | 1         |   |  |                          |       |  |
|  |                          |           |   |  |                          |       |  |
|  |                          |           |   |  | 30 de julho – Centenário |       |  |
|  |                          |           |   |  | Uruguai                  | 4     |  |
|  |                          | Argentina | 2 |  |                          |       |  |
|  |                          |           |   |  |                          |       |  |
|  |                          |           |   |  |                          |       |  |
|  |                          |           |   |  |                          |       |  |
|  | 26 de julho – Centenário |           |   |  |                          |       |  |
|  | Argentina                | 6         |   |  |                          |       |  |
|  | Estados Unidos           | 1         |   |  |                          |       |  |

### Semifinais

Partida entre Uruguai e Iugoslávia no Estádio Centenário.

As quatro equipes que terminaram na primeira colocação de cada grupo, Argentina, Estados Unidos, Iugoslávia e Uruguai, classificaram-se para as semifinais. As duas partidas da semifinal tiveram os mesmos resultados. A primeira semifinal foi disputada entre os a Argentina e os Estados Unidos, em um campo encharcado durante uma forte chuva. A equipe dos Estados Unidos, que contou com seis jogadores britânicos, perdeu o meia Raphael Tracy aos dez minutos após quebrar uma perna durante uma jogada violenta. Um gol de Monti na metade do primeiro tempo deu à Argentina uma vantagem de 1–0 no intervalo. No segundo tempo, a força da equipe dos Estados Unidos foi dominada pelo ritmo dos ataques argentinos, terminando a partida com o placar de 6–1 para a Argentina.
Na segunda semifinal, Iugoslávia e Uruguai enfrentaram-se. A seleção iugoslava marcou o primeiro gol com Đorđe Vujadinović, aos quatro minutos. O Uruguai, logo em seguida, virou o placar para 2-1. Pouco antes do intervalo, a Iugoslávia teve um gol anulado por uma marcação controversa de impedimento. Os anfitriões marcaram mais quatro gols no segundo tempo, encerrando a partida com o placar de 6-1, onde Pedro Cea marcou um hat-trick.
| 26 de julho      | Argentina                                                       | 6 – 1     | Estados Unidos | Estádio Centenário, Montevidéu             |
| 14:45 (UTC-3:30) | Monti 20' · Scopelli 56' · Stábile 69', 87' · Peucelle 80', 85' | relatório | Brown 89'      | Público: 72 886 Árbitro: BEL John Langenus |

| 27 de julho      | Uruguai                                            | 6 – 1     | Iugoslávia     | Estádio Centenário, Montevidéu                        |
| 14:45 (UTC-3:30) | Cea 18', 67', 72' · Anselmo 20', 31' · Iriarte 61' | relatório | Vujadinović 4' | Público: 79 867 Árbitro: BRA Gilberto de Almeida Rego |

### Final
As vitórias de Argentina e Uruguai nas semifinais por cinco gols de diferença fizeram com que a final fosse uma repetição do confronto decisivo do futebol nos Jogos Olímpicos de Verão de 1928, no qual o Uruguai venceu por 2–1 após uma partida de desempate.
A final foi disputada no Estadio Centenário em 30 de julho. As tensões aumentaram em torno da Bacia do Prata, enquanto os torcedores argentinos cruzavam o rio da Prata com o grito de guerra "victoria o muerte" ("vitória ou morte"), o que provou o apoio da torcida pela participação da seleção no torneio. Os dez barcos destinados a transportar torcedores argentinos de Buenos Aires a Montevidéu apresentaram problemas, e diversas outras embarcações sortidas tentaram a travessia. Estima-se que entre dez mil e quinze mil argentinos realizaram a viagem, mas o porto de Montevidéu estava tão sobrecarregado que muitos torcedores chegaram após o início da partida. No estádio, os torcedores foram revistados, a fim de evitar a entrada com armas. Os portões foram abertos às oito horas, seis horas antes do início da partida, e às 12hs o estádio já estava cheio, com um público oficial de 93 mil espectadores. Um desacordo ofuscou a preparação para a partida, já que as equipes não chegaram a um acordo sobre quem deveria iniciar a partida, forçando a federação a intervir e decidir que a equipe argentina iniciaria a partida no primeiro tempo e os uruguaios forneceriam a bola, invertendo os papeis no segundo tempo. O Uruguai fez uma mudança em relação a equipe que disputou a semifinal. Héctor Castro substituiu Peregrino Anselmo, que ficou de fora devido a uma lesão. Luis Monti jogou a final pela Argentina, apesar de receber ameaças de morte na véspera da partida. O árbitro era o belga John Langenus, que apenas concordou em apitar algumas horas antes do jogo, tendo procurado garantias para sua segurança. Um de seus pedidos era que um barco estivesse pronto no porto dentro de uma hora após o apito final, caso ele precisasse fazer uma fuga rápida.

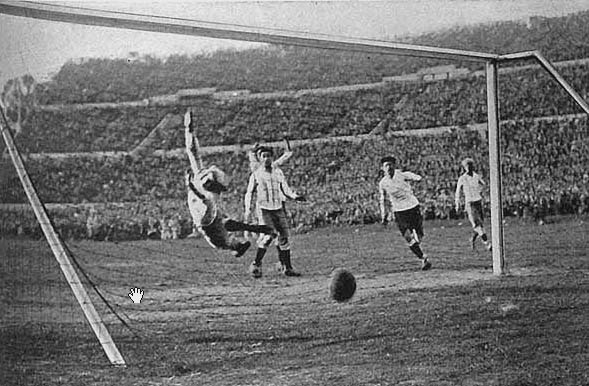
Quarto gol do Uruguai na partida, marcado por Héctor Castro.

O Uruguai marcou o primeiro gol com Pablo Dorado, após um chute rasteiro ao gol. A Argentina, com maior posse de bola, respondeu fortemente. Após oito minutos, Carlos Peucelle recebeu um passe de Ferreira, finalizou para o gol e empatou a partida. Pouco antes do intervalo, Guillermo Stábile, artilheiro do torneio, marcou e virou o placar em 2–1 para a Argentina. O capitão uruguaio José Nasazzi protestou, afirmando que Stábile estava impedido, mas o gol foi confirmado pelo árbitro. No segundo tempo, o Uruguai cresceu no jogo. Logo após a Argentina quase ampliar o marcador, o Uruguai contra-atacou e José Pedro Cea empatou novamente a partida em 2–2. Dez minutos após, Santos Iriarte marca e vira novamente o jogo a favor do Uruguai. Pouco antes do final da partida, Héctor Castro marcou o último gol, fechando o placar em 4–2 para o Uruguai. O árbitro John Langenus terminou o jogo um minuto após o gol, e o Uruguai consagrou-se campeão do mundo pela primeira vez. O presidente da Federação Internacional de Futebol (FIFA) Jules Rimet entregou o troféu da Copa do Mundo para o presidente da Asociación Uruguaya de Fútbol (AUF) Raúl Jude. O dia seguinte foi declarado feriado nacional no Uruguai, enquanto na capital argentina Buenos Aires, uma multidão atirou pedras na embaixada uruguaia. Francisco Varallo, que jogou como atacante pela Argentina, foi o último jogador da final a falecer, em 30 de agosto de 2010.
Brasil, Estados Unidos, França e Iugoslávia disputaram amistosos na América do Sul após o término da competição. O Brasil jogou contra a França em 1 de agosto, contra a Iugoslávia em 10 de agosto e contra os Estados Unidos em 17 de agosto, enquanto a Argentina jogou contra a Iugoslávia em 3 de agosto.[carece de fontes?]
O saldo de 12 gols em quatro partidas pelo Uruguai, em média de 3,75 por jogo, sendo a segunda maior média de gols por partida de uma equipe campeã do mundo, e a terceira maior entre os finalistas de Copa do Mundo, depois da Hungria, com 5,40 gols por partida e da Alemanha 5,00, a campeã e a primeira colocada, ambas em 1954.
| 30 de julho de 1930 | Uruguai                                                            | 4 – 2     | Argentina                                     | Estádio Centenário, Montevidéu             |
| 14:00 (UTC-3:30)    | Dorado 12' · Cea 57'[carece de fontes?] · Iriarte 68' · Castro 89' | Relatório | Peucelle 20' · Stábile 37'[carece de fontes?] | Público: 68,346 Árbitro: BEL John Langenus |

| Uruguai | Argentina |

## Premiação

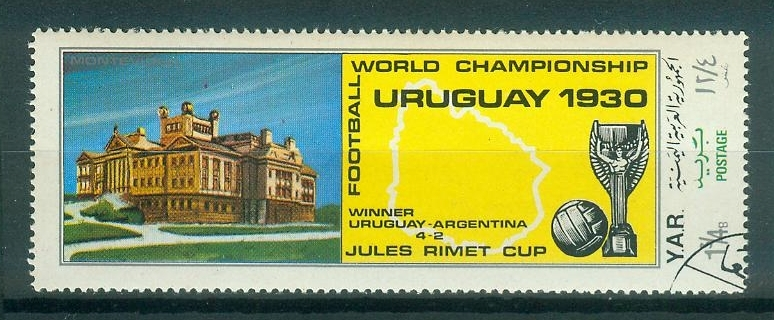
Selo postal iemenita em alusão a realização da Copa do Mundo no Uruguai.

O troféu da Copa do Mundo foi entregue pelo então presidente da Federação Internacional de Futebol (FIFA) Jules Rimet ao presidente da Asociación Uruguaya de Fútbol (AUF) Raúl Jude. Mesmo com o título, a seleção uruguaia não participou da edição seguinte, disputada na Itália, devido a problemas com o translado.
| Copa do Mundo FIFA de 1930  |
| Uruguai                     |
| --------------------------- |
| Uruguai Campeão (1º título) |

### Seleção da Copa
Especialistas de futebol da época, juntamente com representantes da FIFA, escolheram os jogadores que mais se destacaram no evento e formaram uma seleção.
| Goleiro   | Alex Thépot          |
| Zagueiros | Milutin Ivkovic      |
| Zagueiros | José Nassazzi        |
| Meias     | Fausto               |
| Meias     | José Leandro Andrade |
| Meias     | Luís Monti           |
| Atacantes | Héctor Castro        |
| Atacantes | Héctor Scarone       |
| Atacantes | Pedro Cea            |
| Atacantes | Manuel Ferreyra      |
| Atacantes | Guilhermo Stábile    |

## Estatísticas

### Artilharia
Com oito gols, Guillermo Stábile foi o artilheiro do torneio. No total, setenta gols foram marcados por 37 jogadores diferentes, com apenas um deles creditado como gol contra.
8 gols (1)
- Guillermo Stábile

5 gols (1)
- Pedro Cea

4 gols (2)
| - Guillermo Subiabre | - Bert Patenaude |  |

3 gols (4)
| - Carlos Peucelle - Preguinho | - Peregrino Anselmo - Ivan Bek |  |

2 gols (9)
| - Luis Monti - Adolfo Zumelzú - Moderato Winsteiner | - André Maschinot - Manuel Rosas - Héctor Castro | - Pablo Dorado - Santos Iriarte - Bart McGhee |

1 gol (19)
| - Mario Evaristo - Alejandro Scopelli - Francisco Varallo - Carlos Vidal - Marcel Langiller - Lucien Laurent - Juan Carreño | - Roberto Gayón - Luis Vargas Peña - Luis Souza Ferreira - Ştefan Barbu - Adalbert Deșu - Constantin Stanciu - Jim Brown | - Héctor Scarone - Blagoje Marjanović - Branislav Sekulić - Aleksandar Tirnanić - Đorđe Vujadinović |

### Classificação final
Em 1986, a Federação Internacional de Futebol (FIFA) publicou um relatório com a classificação geral de todas as edições da Copa do Mundo FIFA até 1986, levando em conta a pontuação das equipes na fase de grupos e fase final.
| Pos.                         | Seleção        | Gr. | Pts | J | V | E | D | GP | GC | SG  |
| ---------------------------- | -------------- | --- | --- | - | - | - | - | -- | -- | --- |
| Final                        |                |     |     |   |   |   |   |    |    |     |
| 1                            | Uruguai        | 3   | 8   | 4 | 4 | 0 | 0 | 15 | 3  | +12 |
| 2                            | Argentina      | 1   | 8   | 5 | 4 | 0 | 1 | 18 | 9  | +9  |
| Eliminados nas semifinais    |                |     |     |   |   |   |   |    |    |     |
| 3                            | Estados Unidos | 4   | 4   | 3 | 2 | 0 | 1 | 7  | 6  | +1  |
| 4                            | Iugoslávia     | 2   | 4   | 3 | 2 | 0 | 1 | 7  | 7  | 0   |
| Eliminados na fase de grupos |                |     |     |   |   |   |   |    |    |     |
| 5                            | Chile          | 1   | 4   | 3 | 2 | 0 | 1 | 5  | 3  | +2  |
| 6                            | Brasil         | 2   | 2   | 2 | 1 | 0 | 1 | 5  | 2  | +3  |
| 7                            | França         | 1   | 2   | 3 | 1 | 0 | 2 | 4  | 3  | +1  |
| 8                            | Romênia        | 3   | 2   | 2 | 1 | 0 | 1 | 3  | 5  | –2  |
| 9                            | Paraguai       | 4   | 2   | 2 | 1 | 0 | 1 | 1  | 3  | –2  |
| 10                           | Peru           | 3   | 0   | 2 | 0 | 0 | 2 | 1  | 4  | –3  |
| 11                           | Bélgica        | 4   | 0   | 2 | 0 | 0 | 2 | 0  | 4  | –4  |
| 12                           | Bolívia        | 2   | 0   | 2 | 0 | 0 | 2 | 0  | 8  | –8  |
| 13                           | México         | 1   | 0   | 3 | 0 | 0 | 3 | 4  | 13 | –9  |

### Maiores públicos
O maior público da competição, com 79 867 pagantes, foi na semifinal entre Uruguai e Iugoslávia.
| Nº | Público | Mandante  | Placar | Visitante      | Estádio            | Data        | Rodada       | Ref.   |
| -- | ------- | --------- | ------ | -------------- | ------------------ | ----------- | ------------ | ------ |
| 1  | 79 867  | Uruguai   | 6–1    | Iugoslávia     | Estádio Centenário | 27 de julho | Semifinal    | [ 53 ] |
| 2  | 72 886  | Argentina | 6–1    | Estados Unidos | Estádio Centenário | 26 de julho | Semifinal    | [ 54 ] |
| 3  | 70 022  | Uruguai   | 4–0    | Romênia        | Estádio Centenário | 21 de julho | 2ª — Grupo 3 | [ 55 ] |
| 4  | 68 346  | Uruguai   | 4–2    | Argentina      | Estádio Centenário | 30 de julho | Final        | [ 56 ] |
| 5  | 57 735  | Uruguai   | 1–0    | Peru           | Estádio Centenário | 18 de julho | 1ª — Grupo 3 | [ 57 ] |

## Últimos jogadores vivos

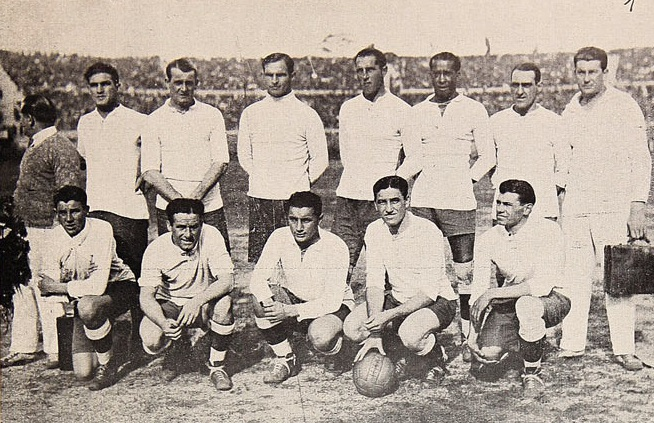
Seleção Uruguaia em 1930. Acima: Álvaro Gestido, José Nasazzi, Enrique Ballestrero, Ernesto Mascheroni, José Leandro Andrade e Lorenzo Fernández. Abaixo: Pablo Dorado, Héctor Scarone, Héctor Castro, José Pedro Cea e Victoriano Santos Iriarte.

O último jogador sobrevivente da seleção uruguaia foi o zagueiro Ernesto Mascheroni, que faleceu em 3 de julho de 1984 aos 76 anos. No entanto, muitos outros jogadores que participaram do torneio ainda estavam vivos nesta época, e o último jogador sobrevivente do torneio foi o atacante argentino Francisco Varallo, que morreu em 30 de agosto de 2010, oitenta anos após o torneio, com a idade de cem anos.

## Cultura popular
Uma recriação do torneio, do ponto de vista da seleção iugoslava, pode ser vista no filme sérvio de 2014, denominado Montevideo, vidimo se!. O filme se passa na capital uruguaia, onde após uma dura viagem de três semanas pelo Oceano Atlântico, a seleção iugoslava participa do torneio, além de dar foco na conquista do terceiro lugar pelo país balcânico e da repercussão desta conquista no mundo.